# 寺泊岬温泉
寺泊岬温泉（てらどまりみさきおんせん）は、新潟県長岡市寺泊野積にある温泉。近辺の寺泊海岸温泉、寺泊温泉と寺泊温泉郷を構成している。

## 泉質
- 単純温泉（低張性中性低温泉）
- 泉温　15℃

## 温泉街
温泉街はない。国道402号線沿いに一軒宿の「ホテル飛鳥」が存在する。立寄り入浴もホテルの日帰り受付を利用することになる。
シンプルな浴場であるが、日本海を眺めながら入浴できる。
以前は日帰り入浴施設「太古の湯」が存在したが、2017年10月末に閉館した。

## 歴史
寺泊町で割烹旅館や鮮魚店「寺泊中央水産」「山六水産」を経営する山口十三郎のグループにより、2000年（平成12年）開業。隣接して同時期にオープンした地ビールレストラン「日本海夕陽ブルワリー」があるほか、2001年（平成13年）には向かいに新館「アネックス飛鳥」がオープンした。
浴槽の湯は開業当初は人工温泉（ヘルストン温泉）を使用していたが、2005年（平成17年）に温泉掘削を行い、成功した。

## アクセス
- 寺泊港より北へ約4 km。
- JR越後線 分水駅より北西へ約8 km。
  - 同駅や寺泊市街から無料送迎が行われている。
- 越後交通 長岡駅=与板=寺泊=大野積 線 「市坂」バス停より徒歩約1分。

- 北陸自動車道 中之島見附ICより、車で35分。
- 北陸自動車道 三条燕ICより、車で30分。